# Hyperaldosteronism
Hyperaldosteronism innebär en överproduktion av aldosteron i binjurebarken. Den finns i två typer:
- Conns sjukdom (primär aldosteronism)
- Bartters syndrom (sekundär aldosteronism)